# L'Année Juliette
Pour plus de détails, voir Fiche technique et Distribution.
L'Année Juliette est un film français réalisé par Philippe Le Guay, sorti le 25 mars 1995.

## Synopsis
Anesthésiste bordelais, Camille Prader entretient une liaison avec Clémentine, une femme mariée qui souhaite vivre avec lui. Ce projet lui pèse sans qu'il ose le lui dire. 
De retour d'un congrès où il a rencontré la charmante Stéphanie, à l'aéroport, il emporte par mégarde la valise d'une femme inconnue, Juliette Graveur, une flûtiste concertiste. Pour échapper à l'étouffante Clémentine, puis à sa liaison naissante avec Stéphanie, Camille s'invente une relation avec la musicienne, dont les tournées justifient les absences. Mais ce mensonge prend une ampleur inattendue dans sa vie, au point de ne pouvoir s'en défaire.

## Fiche technique
- Réalisation : Philippe Le Guay
- Scénario : Philippe Le Guay, Brigitte Roüan, Jean-Louis Richard
- Directeur de la photographie : Pierre Novion
- Montage : Denise de Casabianca
- Producteur : Alain Rocca
- Société de Production : Les Productions Lazennec
- Année : 1995
- Durée : 85 minutes
- Genre : comédie dramatique
- Date de sortie :
  - France : 22 mars 1995

## Distribution
- Fabrice Luchini : Camille Prader
- Valérie Stroh : Clémentine
- Marine Delterme : Magali
- Didier Flamand : Brett
- Philippine Leroy-Beaulieu : Stéphanie
- Jean-Louis Richard : Sobel
- Bernard Ballet : le commissaire
- Daniel Martin (acteur): Jean-Paul, époux de Clémentine
- Carole Richert : la jeune femme rousse à l'aéroport

## Autour du film
- Le film réunit 562 816 spectateurs en salles pour la France.